# والری پرشکورا
والری پرشکورا (انگلیسی: Valeriy Pereshkura؛ زادهٔ ۲۰ سپتامبر ۱۹۷۷) ژیمناست هنری اهل اوکراین بود.